# Abraão de Clermont
Abraão de Clermont foi um monge cristão que viveu no século V.
Nascido às margens do rio Eufrates, emigrou para o Egito, fugindo da perseguição persa.
Em território egípcio, foi aprisionado por ladrões, mas conseguiu "escapar para o Ocidente e se estabeleceu no Auvergne, como eremita" (Saxer, p. 31). Mais tarde, assumiu a liderança do mosteiro de Saint-Cirgues, nas proximidades de Clermont-Ferrand.
Morreu por volta de 479. Após sua morte, teve seu epitáfio composto por Sidônio Apolinário, e sua biografia publicada por Gregório de Tours.
Venerado na Igreja Católica e na Igreja Ortodoxa Síria, sua festa é celebrada em 15 de junho. Ele também é um santo padroeiro contra a febre.